# 渓湖駅
渓湖駅（けいこえき）は、台湾彰化県渓湖鎮彰水路にある台湾糖業鉄道鹿港線、員林線、王功線（王功複線）の駅である。

## 駅構造
渓湖糖廠構内にあり、単式ホーム1面1線、島式ホーム2面4線、計3面5線を持つ地上駅である。駅舎は日本統治時代の木造駅舎であり、彰化県の歴史十景になっている。駅舎に面した線路は1067mmと762mmの3線軌間である。（他のホームに面した線路の軌間は762mmである。）

## 利用状況
かつては員林、鹿港、渓州等の各地へ輸送が行われていた。
1945年から1958年までは旅客輸送の最盛期であったが、1968年以降はバス運輸が発達して減少していった。
1953年 - 54年頃は渓湖糖廠管轄内の営業列車が毎日60数本あり、混合列車が1日2本、気動車（定員60名）が1日6～7本運行されていた。
2002年から始まった観光用トロッコ列車（観光五分車）は、土・日曜日と（台湾の）祝日のみ王功線の濁水信号所（濁水旗站）まで7往復が定期運行され、平日は基本的に運行されないが20名以上の予約があれば運行される。

## 駅周辺
- 渓湖糖廠
- 渓湖国小
- 湖南国小
- 台19線

## 歴史
- 1922年2月3日 - 工場前駅（こうじょうまええき/当時の表記は工場前驛）として開業した。[5]
- 1935年 - 渓湖駅（当時の表記は溪湖驛）と改称した。[5]
- 1975年 - 員林線及び鹿港線の旅客・貨物輸送が停止された。[6]
- 1997年 - 員林線が廃線となった。[6]
- 2002年7月 - 渓湖糖廠が観光用トロッコ列車の運行を開始し、復活した。[7]
- 2010年10月8日 - 彰化県政府文化局により指定歴史建築登録公告がなされる[8]。

## 隣の駅
台湾糖業鉄道
鹿港線（廃止）
北渓湖駅 - 渓湖駅
員林線（廃止）
渓湖駅 - 新渓湖駅（戦後廃止） - 巫厝駅
王功複線
渓湖駅 - 草埔駅（未使用） - 濁水信号所